# 베른하르트 폰 작센바이마르
베른하르트 폰 작센바이마르(독일어: Bernhard von Sachsen-Weimar; 1604년 8월 16일 – 1639년 7월 18일)는 30년 전쟁의 독일 왕자이자 장군이었다.

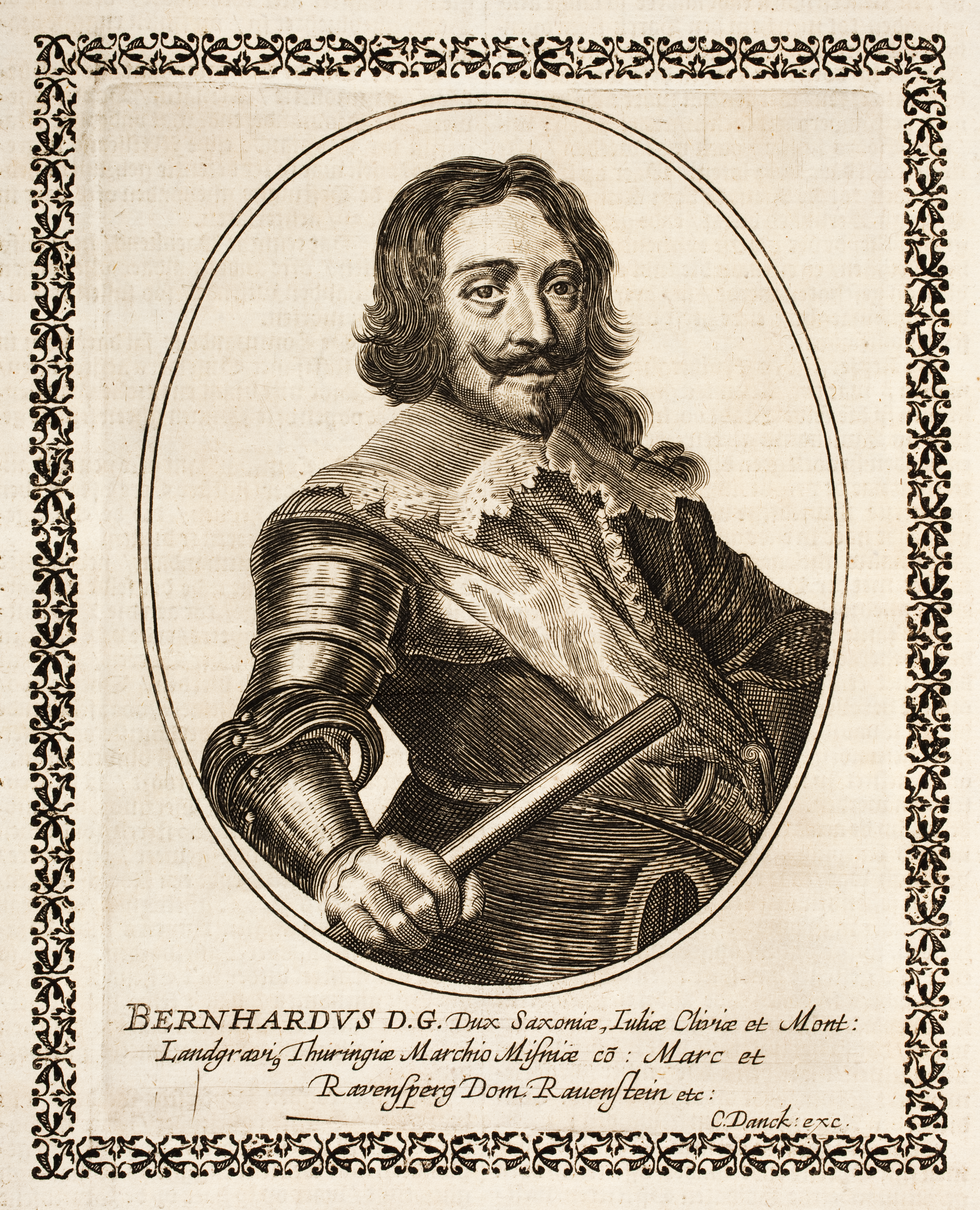
베른하르트 폰 작센바이마르

## 전기
작센바이마르 공국의 바이마르에서 태어난 베른하르트는 작센바이마르 공작 요한과 안할트의 도로테아 마리아의 열한 번째 아들이었다.
베른하르트는 이례적으로 훌륭한 교육을 받았고 예나 대학교에서 잠시 공부했지만, 곧 기사도 훈련을 위해 작센코부르크 공작 요한 카지미르의 궁정으로 갔다. 30년 전쟁이 발발하자 그는 프로테스탄트 측에 가담하여 만스펠트 휘하에서 비슬로흐 (1622), 바덴의 변경백 휘하에서 빔펜 전투 (1622), 그리고 그의 형 빌헬름과 함께 슈타트로흐 (1623)에서 복무했다. 이러한 패배에도 불구하고 그는 크리스티안 4세 국왕의 군사 작전에 참여했다. 1627년 홀슈타인에서 심각한 패배를 겪은 후, 베른하르트는 덴마크 군 복무를 그만두고 네덜란드 공화국으로 갔다. 그곳에서 그는 1629년 유명한 스헤르토헨보스 공성전에 참전했다.
구스타브 2세 아돌프 국왕이 독일에 상륙하자 베른하르트는 빠르게 그에게 합류했고, 잠시 동안 그는 스웨덴 생명기병대의 대령이었다. 브라이텐펠트 전투 (1631년) 이후, 그는 구스타브의 라인강 진군에 동행했고, 이 사건과 알테 베스테 전투 사이에 베른하르트는 모젤강에서 티롤까지 거의 모든 지역에서 수많은 원정을 지휘했다. 알테 베스테 전투에서 그는 큰 용기를 보였고, 뤼첸 전투 (1632년)에서 구스타브가 전사하자 베른하르트가 지휘권을 맡아, 돌격을 거부하는 대령을 죽이고, 마침내 그의 맹렬한 에너지로 해 질 녘에 승리를 거두었다.
처음에는 스웨덴 중장으로서 지휘권을 계승한 형 빌헬름의 부하로, 나중에는 독립적인 지휘관으로서 베른하르트는 남부 독일에 대한 습격을 계속 추진했다. 그리고 스웨덴 장군 구스타브 호른과 함께 1633년 신성 로마 제국 장군 요한 폰 알트링겐이 방어하는 바이에른 선제후국으로 성공적인 침공을 감행했다. 이 해에 그는 이전의 뷔르츠부르크와 밤베르크 주교후국을 부여받았으며, 프랑켄 공작이라는 칭호를 받았다. 그는 그의 많은 형제 중 한 명을 총독으로 임명하고 전쟁으로 돌아왔다. 엄격한 프로테스탄트였던 그는 점령한 가톨릭 도시들에게서 막대한 공물을 징수했고, 그의 거듭된 승리는 독일 프로테스탄트들에게 그들의 종교의 구원자로 여겨지게 만들었다. 그러나 1634년 베른하르트는 뇌르틀링겐 전투 (1634년)에서 큰 패배를 겪고 스웨덴군의 최고 병력을 잃었다.
1635년 베른하르트는 당시 전쟁에 개입했던 프랑스에 복무하게 되었다. 그는 어려운 이중적인 위치에 있었다. 다음 캠페인에서 능숙하고 단호하게 지휘되었지만, 베른하르트는 때로는 순전히 프랑스 정책을 추구했고, 다른 때에는 프랑스 용병을 사용하여 자신의 명분을 내세웠다. 군사적인 관점에서 그의 가장 주목할 만한 업적은 상부 라인강의 공통 지역인 브라이스가우에 있었다.
1638년의 대규모 캠페인에서 베른하르트는 라인펠덴, 비텐바이허, 탄 전투에서 승리했고, 차례로 라인펠덴, 프라이부르크, 그리고 유럽에서 가장 강력한 요새 중 하나로 손꼽히는 브라이자흐를 점령했다. 베른하르트는 처음에는 프랑스로부터 알자스와 아그노를 부여받을 것이라는 확실한 보장을 받았는데, 뷔르츠부르크는 1634년의 재앙으로 상실되었기 때문이었다. 그는 이제 브라이자흐를 그의 새로운 공국의 수도로 만들기를 희망했다.
그러나 베른하르트의 건강은 악화되고 있었다. 그는 캠페인이 시작될 무렵 노이엔부르크암라인에서 사망했다. 브라이자흐의 총독 장 루이 데를라흐는 요새를 프랑스에 넘기도록 뇌물을 받았다. 베른하르트는 임시로 브라이자흐에 묻혔고, 그의 유해는 16년이 지나서야 바이마르로 옮겨졌다.

## 더 읽어보기
- Cust, Sir Edward (1865), 〈Bernard, Duke of Saxe Weimar〉, 《Lives of the warriors of the thirty years' war》, Warriors of the 17th century, part II, London: J. Murray, 307–342쪽